# Opisthoxia descimoni
Opisthoxia descimoni là một loài bướm đêm trong họ Geometridae.